# Бобров, Борис Юрьевич
Борис Юрьевич Бобров (род. 2 сентября 1977, Москва) — российский врач, эндоваскулярный хирург. Кандидат медицинских наук, руководитель отделения эндоваскулярной хирургии Перинатального медицинского центра, ведущий научный сотрудник Центра Рентгенохирургии Российского Государственного Медицинского Университета им. Н. И. Пирогова. Сооснователь онкологического центра Европейская клиника.

## Образование
Окончил Российский национальный исследовательский медицинский университет имени Н. И. Пирогова в 2000 году, там же проходил клиническую ординатуру в отделении эндоваскулярной хирургии под руководством профессоров С. А. Капранова и В. И. Прокубовского. В 2003 году окончил Американский Институт Бизнеса и Экономики в Москве (AIBEc). В 2004 году защитил кандидатскую диссертацию на тему «Эндоваскулярные методы в диагностике и лечении массивной тромбоэмболии легочной артерии».

## Научно-практическая деятельность
2002—2004 — научный сотрудник, 2004—2008 — старший научный сотрудник, 2008-н.в. — ведущий научный сотрудник отдела рентгенохирургии НИИ Клинической Хирургии РГМУ им. Н. И. Пирогова (Центр Рентгенохирургии). Постоянный участник Российских и зарубежных симпозиумов по эндоваскулярной хирургии. Доклады на ведущем европейском симпозиуме CIRSE. Автор и соавтор около 100 публикаций, включая три монографии.
В 2002 году участвовал в первой ЭМА, выполненной в России, совместно с профессором С. А. Капрановым (Москва) и А. С. Беленьким (Тель-Авив). Организовал программы ЭМА на базе нескольких клиник. В настоящее время обладает самым значительным опытом проведения ЭМА в России и СНГ.
С 2011 года медицинский директор «Европейской клиники», занимающейся малоинвазивной хирургией и лечением онкологических пациентов.
Некоторые из научных публикаций:
- Effect of technical and anatomical factors on efficacy of embolization of uterine arteries
- Endovascular rotary fragmentation in the treatment of massive pulmonary thromboembolism.

## Награды и премии
Лауреат премии Правительства Российской Федерации в области науки и техники за 2010 год за работу «Эндоваскулярная хирургия в сохранении и восстановлении репродуктивного здоровья женщин».
В составе коллектива врачей Перинатального медицинского центра лауреат премии «Призвание» за разработку нового метода гемостаза при акушерских кровотечениях.
В 2012 году японской компанией «Терумо» совместно с Борисом Бобровым разработан новый вид катетера для проведения ЭМА, названный его именем: Optitorque «rh-AUB-5108М» (AUB означает Artery Uterine Bobrov).